# Голубцов Сергій Миколайович
Сергій Миколайович Голубцов — український воєначальник, бригадний генерал, начальник авіації Командування Повітряних сил Збройних сил України. Учасник російсько-української війни.

## Життєпис
У 2011—2015 роках служив командиром 114-ї бригади тактичної авіації.
Станом на 2020 рік начальник авіації Командування Повітряних сил Збройних сил України.
Станом на 2022 рік командувач повітряного командування «Центр» Повітряних сил Збройних сил України.
Станом на 2023 рік начальник авіації Командування Повітряних сил Збройних сил України.

## Нагороди
- орден Богдана Хмельницького III ступеня (2 травня 2022) — за особисту мужність і самовіддані дії, виявлені у захисті державного суверенітету та територіальної цілісності України, вірність військовій присязі[5];
- орден Данила Галицького (6 грудня 2012) — за значний особистий внесок у зміцнення обороноздатності Української держави, зразкове виконання військового обов'язку, високий професіоналізм та з нагоди Дня Збройних Сил України[6].

## Військові звання
- полковник;
- бригадний генерал (28 лютого 2022)[4].